# Tom Horn (film)
Tom Horn è un film del 1980 diretto da William Wiard.
È un film western statunitense dall'atmosfera nostalgica con Steve McQueen, Linda Evans e Richard Farnsworth. È basato sul personaggio, realmente esistito, di Tom Horn (interpretato da McQueen), e sull'autobiografia del 1904 Life of Tom Horn, Government Scout and Interpreter dello stesso Horn.

## Trama
Nel 1901 gli allevatori del Wyoming, uniti in associazione, decidono di assoldare un pistolero per difendere il loro bestiame dai numerosi ladri in circolazione. Si rivolgono allora a Tom Horn, efficiente e implacabile che, nel giro di due anni, fa piazza pulita. Divenuto amico della maestra Glendolene Kimmel, suscita anche per questo la gelosia di Joe Belle, sceriffo federale. Risolto il problema, dall'altra parte gli allevatori, non contenti di averlo licenziato, si schierano contro Tom dopo la dubbia uccisione di un pastore. Stanco e deluso, abbandonato anche dalla maestra, Tom viene condannato a morte in un processo-farsa e impiccato.

## Produzione
Il film, diretto da William Wiard su una sceneggiatura di Thomas McGuane e Bud Shrake, fu prodotto da Fred Weintraub e dai produttori associati Michael I. Rachmil e Sandra Weintraub per la First Artists, la Solar Productions (accreditata come A Solar-Fred Weintraub Production) e la Warner Bros. Pictures e girato nella Coronado National Forest, a Mescal e a Old Tucson in Arizona e a Sonora, in Messico  dal 30 gennaio al 28 marzo 1979 con un budget stimato in 3 milioni di dollari. Il titolo di lavorazione fu I, Tom Horn.
Ben sette registi si avvicendarono alla direzione del film: fra questi Don Siegel, che abbandonò la lavorazione dopo poco tempo a causa di alcuni contrasti con Steve McQueen e venne rimpiazzato da Elliot Silverstein; arrivò quindi James William Guercio, che venne però licenziato da McQueen dopo solo tre giorni di riprese; lo stesso McQueen diresse gran parte delle riprese, poi portate a termine dal regista televisivo William Wiard.

## Distribuzione
Il film fu distribuito negli Stati Uniti dal 28 marzo 1980 al cinema dalla Warner Bros. Pictures.
Alcune delle uscite internazionali sono state:
- in Giappone il 12 aprile 1980
- in Francia il 23 aprile 1980 (Tom Horn, le hors-la-loi e Tom Horn, sa véritable histoire)
- in Australia il 24 aprile 1980
- in Spagna il 1º giugno 1980
- in Danimarca il 16 giugno 1980 (Tom Horn)
- nei Paesi Bassi il 26 giugno 1980
- in Finlandia il 13 luglio 1980 (Rajamäki)
- in Portogallo il 31 luglio 1980 (Tom Horn, O Cowboy)
- in Germania Ovest il 14 agosto 1980 (Ich, Tom Horn)
- in Norvegia il 5 settembre 1980
- in Grecia (Tom Horn)
- in Polonia (Tom Horn)
- in Canada (Tom Horn, le hors-la-loi)
- in Italia (Tom Horn)

## Critica
Secondo il Morandini il film è un "semiwestern autunnale di atmosfera nostalgica, puntiglioso nell'ambientazione". Si segnala la fotografia di John Alonso. Secondo Leonard Maltin il film è "ben girato" anche se risulta, alla fine, un "noioso western sugli ultimi giorni di un cacciatore di taglie del Wyoming".

## Promozione
Le tagline sono:
- "See him before he sees you".
- "The day they came to get Tom Horn, they couldn't bring enough men".